# Lutzomyia killicki
Lutzomyia killicki är en tvåvingeart som beskrevs av Feliciangeli M. D., Ramírez Pérez J., Ramírez A. 1988. Lutzomyia killicki ingår i släktet Lutzomyia och familjen fjärilsmyggor.
Artens utbredningsområde är Venezuela. Inga underarter finns listade i Catalogue of Life.